# Carel Frederik Cordes
Carel Frederik Cordes (né le 11 février 1851 à Steenwijk – mort le 21 octobre 1927  à Bois-le-Duc) est un photographe et peintre néerlandais.

## Biographie

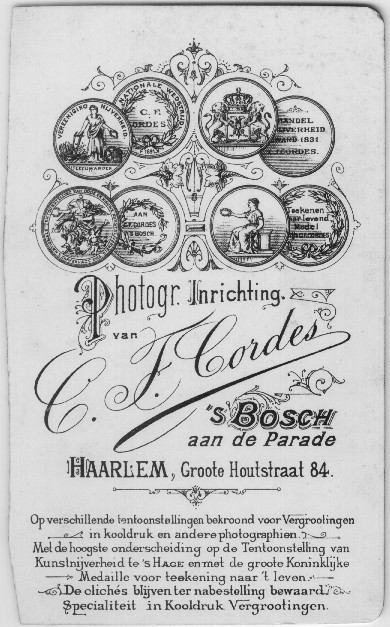
Dos d'une carte de visite de Carel Frederik Cordes

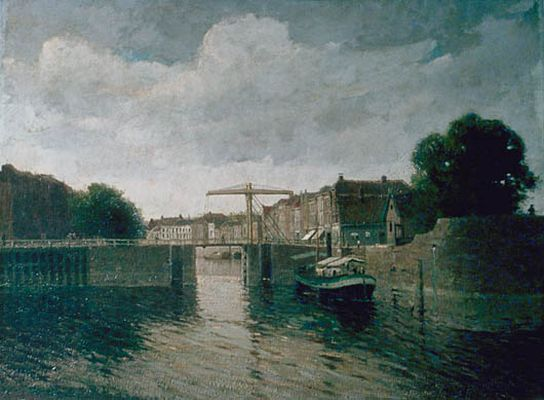
Bois-le-Duc peint par Carel Frederik Cordes.

Le père et le grand-père de Carel Frederik Cordes sont des horlogers, mais, trouvant cette activité raffinée trop difficile à exercer, il devient photographe. Avec son frère Louis Johan (né en 1853), ils travaillent aussi bien ensemble (dans leur société Gebr. Cordes) que séparément. S'il a commencé à travailler dans l'atelier de son père à Steenwijk, il a ensuite ses propres lieux de travail: d'abord à Bolsward (de 1876 à 1888), puis à Sneek (avec son frère Louis, de 1880 à 1882), à Haarlem et à Bois-le-Duc. Il prend part à de nombreuses reprises à plusieurs concours, comme le concours national de Leeuwarden, en 1881, où il reçoit la médaille d'argent, ce qu'il mentionne au dos de ses cartes de visite.
En 1875, Carel Frederik Cordes est étudiant à l'Académie royale des Beaux Arts d'Anvers où, en plus de la photographie, il travaille la peinture : on lui doit des paysages urbains, des intérieurs d'églises et des portraits. La plupart de ses œuvres peuvent se trouver au Noordbrabants Museum (nl).